# Emmanuel Louis Masqueray

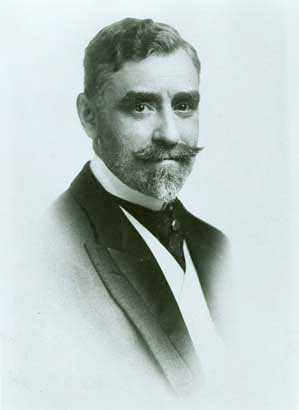
Emmanuel Louis Masqueray (1909)

Emmanuel Louis Masqueray (* 10. September 1861 in Dieppe im Département Seine-Maritime, Frankreich; † 26. Mai 1917 in Saint Paul in Minnesota, Vereinigte Staaten) war ein französischer Architekt, der 1887 in die Vereinigten Staaten auswanderte und vor allem im Bundesstaat Minnesota bedeutende Bauwerke realisierte.

## Leben
Nach Kindheitsjahren in Dieppe und Rouen zog Emmanuel Louis Masqueray um 1873 mit den Eltern nach Paris. Die Bauwerke der Stadt inspirierten ihn. 1879 wurde er Architekturstudent an der École des Beaux-Arts. Dem eklektizistischen Beaux-Arts-Stil blieb er lebenslang treu. In Paris arbeitete er für die Denkmalbehörde und erhielt erste Auszeichnungen.
Nach der Übersiedlung in die USA 1887 fand er zunächst Anstellung bei einem New Yorker Architekturbüro. 1893 eröffnete er eine eigene Architekturschule, das Atelier Masqueray, und vermittelte den Studenten die Ästhetik der später so genannten französischen „Belle Époque“.
Überregionale Bekanntheit erlangte er 1901, als ihn das Planungskomitee der Weltausstellung 1904 in St. Louis zum leitenden Architekten bestimmte. Mit mehreren seiner früheren Schüler entwarf und realisierte er zahlreiche Ausstellungsgebäude.
1905 erhielt er von Erzbischof John Ireland den Auftrag für die neue Kathedrale von Saint Paul in Saint Paul, Minnesota. Er verlegte seinen Wohnsitz nach Saint Paul, eröffnete dort ein Atelier und schuf außer der Kathedrale auch die Entwürfe für rund ein Dutzend Pfarrkirchen, Pfarrschulen und Wohnhäuser in der Region.

## Hauptwerke

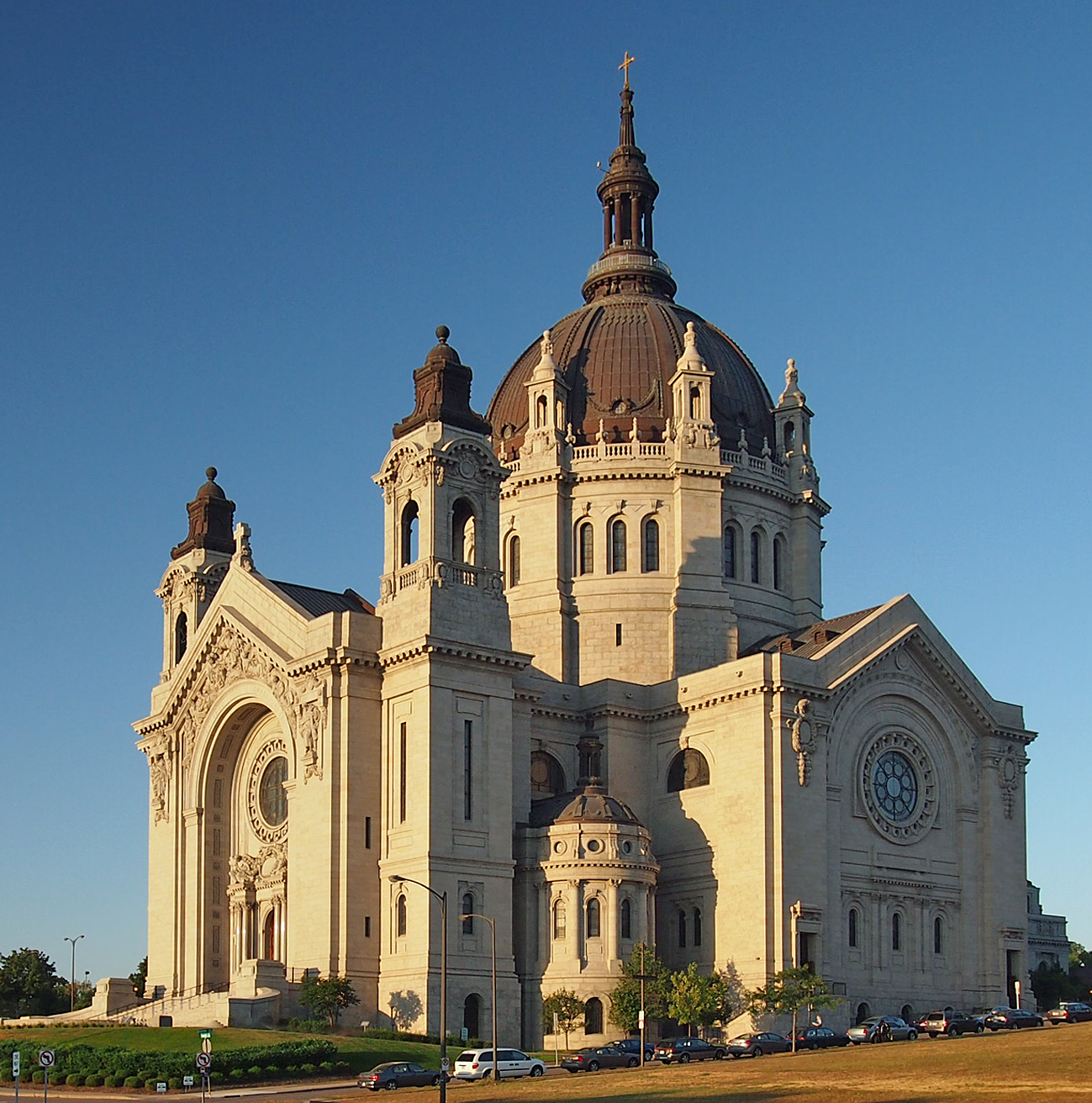
Katholische Kathedrale in Saint Paul

- Cathedral of Saint Paul, Saint Paul
- Basilica of Saint Mary, Minneapolis
- Cathedral of Saint Mary, Wichita (Kansas)
- Cathedral of Saint Joseph, Sioux Falls